# Monastère de Rudenica
Le monastère de Rudenica (en serbe cyrillique : Манастир Руденица ; en serbe latin : Manastir Rudenica) est un monastère orthodoxe serbe situé à Rudenice, dans le district de Rasina et dans la municipalité d'Aleksandrovac en Serbie. Il est inscrit sur la liste des monuments culturels de grande importance de la République de Serbie (identifiant no SK 176),,.

## Présentation

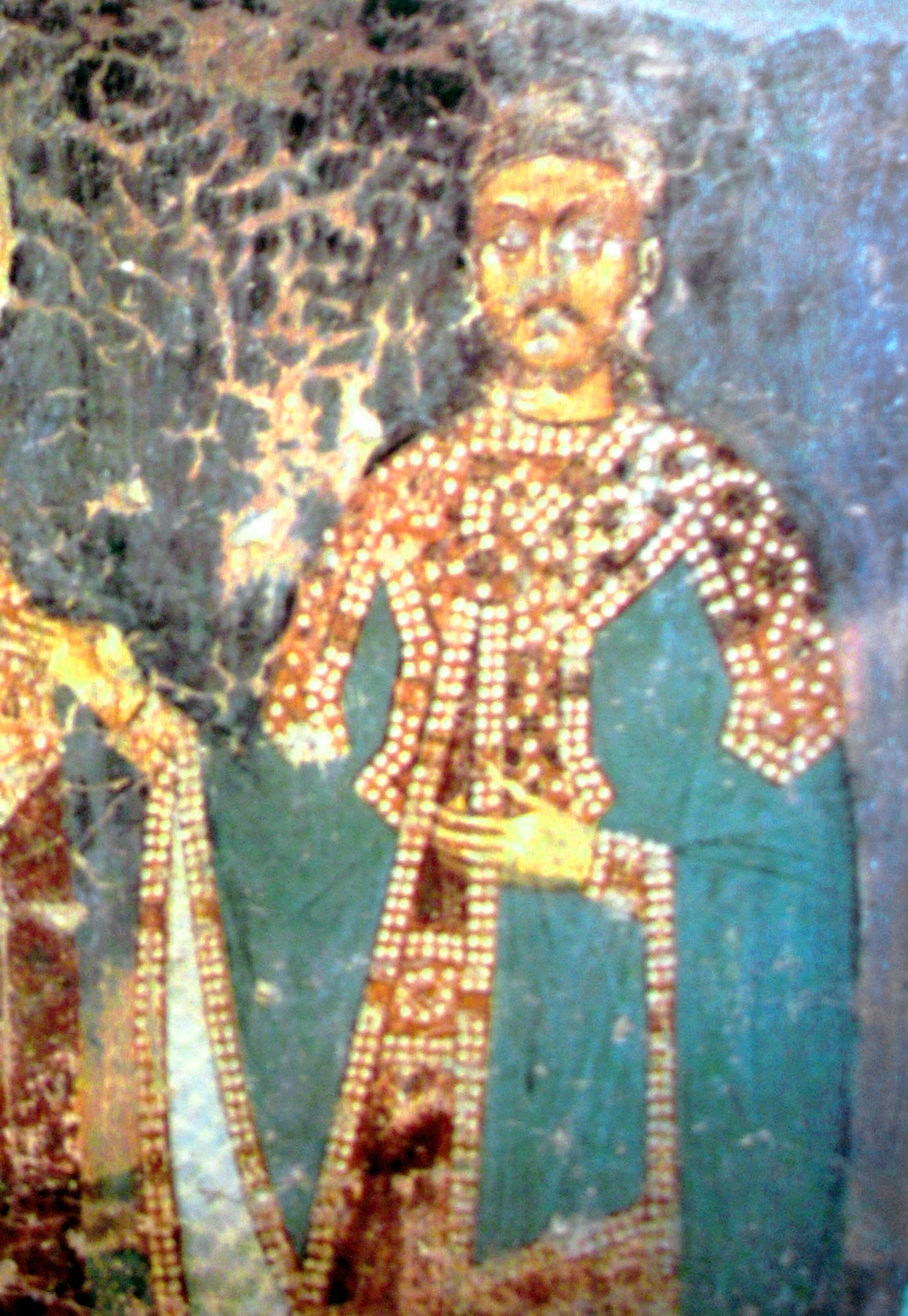
Vuk Lazarević, détail d'une fresque.

Le monastère de Rudenica, avec son église dédiée à saint Élie, a été fondé par un seigneur du nom de Vukašin et par sa femme Vukosava à la fin du XIVe siècle et au début du XVe siècle ; l'église a été ornée de fresques entre 1402 et 1405,,. L'église, démolie puis laissée à l'abandon, a été reconstruite en 1936.
Si l'on en juge d'après ses caractéristiques architecturales et décoratives, l'église est caractéristique du style de l'école moravienne de la Serbie médiévale,,. Elle s'inscrit dans un plan tréflé, avec une nef prolongée par une abside demi-circulaire et précédée par un narthex ; cette nef est dominée par une coupole octogonale soutenue par des piliers. Horizontalement, les façades sont rythmées par deux cordons, dont l'une forme une corniche courant au-dessous du toit ; la partie supérieure est ornée de rosaces tandis que la partie inférieure est percée de fenêtres à deux baies (fenêtres « bifores »). Contrairement aux monuments de style moravien qui se caractérisent par un jeu sur le tuffeau et la brique, les façades sont enduites de plâtre et peintes de façon à imiter le jeu de ces matériaux,.
Dans la partie inférieure, l'église abrite encore des fresques partiellement conservées datant du début du XVe siècle. Elles ont été réalisées par un peintre appelé Teodor, dont on loue la « sensibilité lyrique »,. On y trouve les portraits des fondateurs ainsi que ceux du despote Stefan Lazarević et de son frère Vuk. Dans la chapelle de la proscomidie est représentée une Mort du Christ. L'église conserve aussi des portraits de saints et des représentations des Grandes fêtes liturgiques et de la Passion du Christ,.
Des travaux de restauration ont été effectués sur les fresques en 1971 et sur l'architecture en 1996.